# Смотритель (фильм, 2012)
«Смотритель» (дат. Viceværten) — драма режиссёра Катрин Видеман с Ларсом Миккельсеном в главной роли. Премьерный показ картины состоялся на 60-м Международном кинофестивале в Сан-Себастьяне в сентябре 2012 года. Месяц спустя лента вышла в широкий прокат и поставила своеобразный антирекорд: в первые выходные в кинотеатрах Дании было продано всего 556 билетов, тем самым зафиксировав самый неблагоприятный старт для проекта, выпущенного на средства Датской киноакадемии.
Фильм был выдвинут на ряд премий, в том числе «Золотой Хьюго», а Ларс Миккельсен претендовал на главные кинонаграды Дании «Бодиль» и «Роберт», но не выиграл ни одну из них. Несмотря на это, датские критики встретили ленту довольно тепло; не без восторга картину приняли и в Соединённых Штатах на Чикагском кинофестивале.

## Сюжет
Главный герой фильма, Пер — немолодой, озлобленный на мир, страдающий болями в спине смотритель многоквартирного жилого комплекса. В его обязанности входят уборка территории, вынос мусора с парковки, проверка состояния водопроводных труб, замена перегоревших ламп и тому подобный мелкий ремонт. Досуг смотритель проводит за бутылкой пива и метанием дротиков в компании таких же больных и неудовлетворённых жизнью Виборга и Грегерса. Пера недавно бросила жена, а сын только что вышел из тюрьмы после очередной отсидки, связанной с употреблением наркотиков.
В один из бесцветных дней Пер осматривал пустую квартиру и нашёл на полу обнажённую девушку, частично прикрытую лишь шторой. Она не двигалась с места, не отвечала на вопросы и лишь загадочно улыбалась. Под предлогом «сбора арендной платы» грубый смотритель занялся с ней сексом, всячески оскорбляя при этом девушку. Через некоторое время Пер, к своему удивлению, нашёл девушку на прежнем месте, и стал регулярно наведываться в пустующую квартиру и взимать с незнакомки «арендную плату».
Как-то раз, устав от причитаний Виборга о состоянии здоровья и личной жизни, смотритель, уже изрядно расслабившийся от выпитого пива, показал своему приятелю загадочную девушку. После секса с ней Виборг чудодейственным образом исцелился и списал это на ангельское происхождение девушки. Пер и сам заметил перемены, начавшиеся в его жизни с появлением таинственной незнакомки: его перестала мучить спина, он стал налаживать отношения с сыном Картсеном, принял решение полюбовно разойтись с женой Бритт, отдав ей половину имущества.

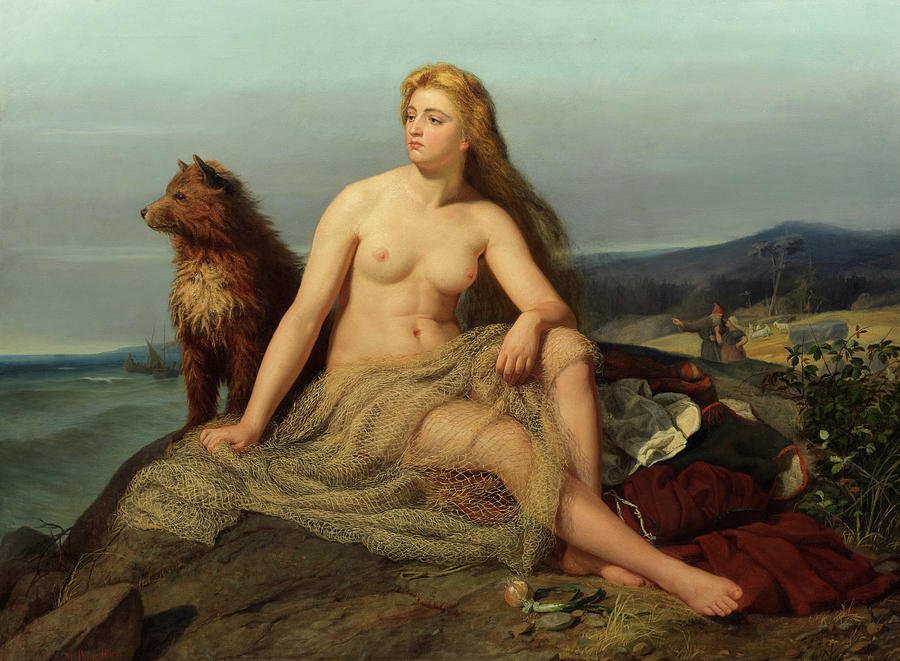
Корреспондент Politiken Эрик Йенсен видит корни главного женского образа в скандинавской мифологии; на илл. — полотно Мортена Эскиля Винге Kråka

Внезапно в смотрителе вспыхивает любовь к девушке и он начинает относиться к ней со всей возможной нежностью: кормит её с ложечки, моет в ванной, расчёсывает ей волосы. Вместе с влюблённостью просыпается и ревность — очередному приятелю, который хочет вылечить свои болезни, занявшись сексом с девушкой, Пер даёт отмашку уже с явной неохотой. Между тем, Виборг, теперь называющий себя «лучшим целителем», усиленно распространяет информацию о чудодейственных способностях девушки. Смотритель крайне раздражён таким положением дел.
В конечном итоге, после очередного яростного отказа желающему исцелиться, адепты «целителя» Виборга заламывают Перу руки и берут девушку силой. Смотритель начинает приготовления к отъезду из города; собрав вещи, он встаёт перед девушкой на колени о обещает заботиться о ней. Незнакомка стирает одинокую слезу со щеки Пера и в ту же секунду смотритель обнаруживает себя перед пустой кроватью — девушка исчезла.
У порога своей квартиры он встречает бессчётную толпу приверженцев Виборга и покидает дом, не проронив ни слова. В последней сцене фильма Пер с воодушевлением учит Карстена тонкостям игры в дартс.

## Актёры
| - Ларс Миккельсен — Пер - Юлия Зангенберг — девушка - Николай Коперникус — Виборг | - Томми Кентер — Грегерс - Петер Плаугборг — Карстен - Дитте Гробёль — Бритт |

## Создание
«Смотритель» — второй кинофильм Катрин Видеман, более известной своими театральными постановками; он был снят через двенадцать лет после дебюта датчанки в большом кино — ленты Fruen på Hamre (2000). Сценарием занимался Ким Фупс Окесон, известный по работе над фильмами «Последняя любовь на Земле» и «Довольно добрый человек». Согласно его замыслу, «Смотритель» в первую очередь — «история настоящего выродка, который исцеляется, встретив любовь». «Любовь должна принять форму, которая позволит главному герою впустить её» — пояснил сценарист, намекая на Троянского коня — «И это происходит с девушкой, которая знает как заткнуться и любит заниматься сексом».
Для Катрин Видеман, в свою очередь, первоочередной задачей было не опозорить идею Окесона и удержаться от морализаторства. Постановщица не дала ответ на вопрос о природе главного женского образа, признавшись, что главное в фильме не кто она — космический пришелец, ангел или кто-то ещё — а что она делает со смотрителем, как она «превращает монстра в человека».
Фильм снимался без законченного сценария — Ким Фупс Окесон дорабатывал и корректировал текст прямо на съёмочной площадке, чаще всего по ночам. Больше всего это обстоятельство повлияло на игру Ларса Миккельсена, который до последнего момента не знал, покинет ли смотрителя девушка или они останутся вместе.
Затраты на производство картины составили десять миллионов крон, семь из которых выделила Датская киноакадемия. Премьера фильма для широкой аудитории состоялась в октябре 2012 года в пятнадцати точках Дании; кинозалы посетило 556 человек, что, по определению председателя компании Danske Biografer Кима Педерсена, стало «исторический провалом». Одной из возможных причин фиаско называлось совпадение сеансов драматического «Смотрителя» с блокбастером «007: Координаты „Скайфолл“».

## Критика
Обозревательница старейшей в Дании газеты Berlingske Луис Кидде положительно отозвалась главным образом об актёрской игре Миккельсена, посчитав её трогательной и захватывающей. Критик датского таблоида Ekstra Bladet Хенрик Куэтсх в статье под заголовком Ангел с раздвинутыми ногами назвал Viceværten странным фильмом, в котором не так просто разобраться — что уже само по себе является положительным моментом. По мнению автора рецензии, Катрин Видеман создала фильм-черту между очаровательным и отвратительным; лента сочетает в себе жёсткий соцреализм, метафизическую драму и сцены на грани откровенного секса, а Ларс Миккельсен абсолютно потрясающе исполняет роль мизантропа-неудачника.
История о распутном современном человеке, который жаждет спасения и надежды. Но только для себя. Человечество забыло как думать о других, так что даже самая сладкая надежда оставляет кислый привкус.
Журналист датского еженедельника BT Стеффен Юнгерсен написал, что необычная история безрадостной жизни стареющего, пьющего и разочарованного смотрителя странным образом увлекает. Рецензент Danmarks Radio Пер Юул Карлсен счёл картину подобной разорвавшейся бомбе — в том плане, что молодая обнажённая девушка, не думающая ни о чём, кроме секса, и в придачу доступная для пожилых мужчин — совершенно необычайна для современного датского кино.
Едва ли не единственный отзыв в американской прессе принадлежит журналистке Variety Алиссе Саймон. В своём тексте она отметила многогранный сценарий Окесона, отличную игру Миккельсена, и Зангенберг — исключительную в её сложной, молчаливой роли.